# Estação Félix U. Gómez
A Estação Félix Uresti Gómez é uma das estações do Metrorrey, situada em Monterrei, entre a Estação Del Golfo e a Estação Parque Fundidora. Administrada pela STC Metrorrey, faz parte da Linha 1.
Foi inaugurada em 25 de abril de 1991. Localiza-se no cruzamento da Avenida Cólon com a Avenida Félix Uresti Gómez. Atende o bairro Terminal.